# 唐浚
唐浚（1896年—1934年12月），原名唐孙谋，字静渊，别号梦月。中国广西靖西市新靖镇人民街人。壮族。中国工农红军高级将领。

## 生平
- 1918年四年制县立中学毕业，在家开私塾，后聘为县立逊志小学教员，后任靖西县财税局局长。
- 1926年4月入学中央军事政治学校第一分校（位于南宁）政治队。1927年8月毕业，被疑有共党嫌疑，留校入特训班受审查。1927年11月底分到国民革命军第15军任排长。
- 1929年6月，调到新建的由张云逸任大队长的广西省警备第四大队任第一营第一连连长。1929年10月中旬，主政广西的俞作柏、李明瑞倒台，张云逸率广西省警备第4大队出走右江，1929年12月11日举行百色起义，唐浚的参军参加革命时间就是从此开始计算。
- 百色起义部队组建中国工农红军第七军后，唐浚任第一纵队第一营第一连连长。参加了开辟右江革命根据地历次战斗。
- 1930年10月随红七军北上，在河池整编时任红七军十九师五十五团营长。随部队转战桂湘粤赣边，1931年4月进抵湘赣苏区参见了第二次反“围剿”作 战。
- 1931年7月随红七军到达中央苏区兴国县。编入红三军，任营长。1933年6月，红七军改编为红三军团红五师，任红十四团参谋长， 参加了中央苏区第三、四、五次反“围剿”战斗。
- 1934年1月，调中革军委总参谋部第五局（训练局）任局长。
- 1934年9月，红21师、红22师合编为红八军团，唐浚任红八军团参谋长兼红21师参谋长。1934年10月上旬随部队参加二万五千里长征。1934年12月在抢渡湘江凤凰渡时，在全州县麻子渡（今麻市村）与桂军激战中牺牲。另据时任红八军团军团部书记（相当于现在的文书）的张宜步（1964年少将）回忆：

在红军长征途中，国民党军队前堵后追，前有湘粤军，后有中央军十几个师尾追。红军冒着天上飞机空袭，走的是崎岖的羊肠小道，机关部队走不动，队伍走走停停。唐参谋长亲自指挥军团机关大小行立的行军，战士们挑着担子在行近中损失了不少。有一天，唐参谋长没回机关来，后来听说他被王明路线错误地杀害了，成了王明路线的直接受害者。

唐浚牺牲后，由张云逸代理红八军团参谋长。